# Hamid Farrokhnezhad

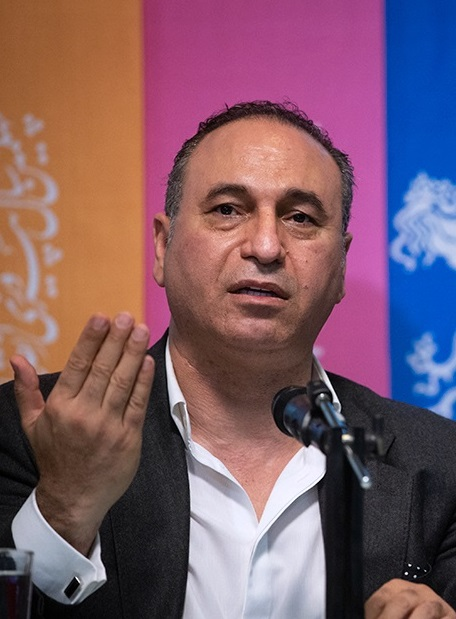
Hamid Farrokhnezhad, 2019

Hamid Farrokhnezhad (em persa: حمید فرخ‌نژاد , nascido a 17 de abril de 1969) é um actor, escritor e director iraniano. Graduou-se como Director de Teatro no Departamento de Belas Artes da Universidade de Teerão. A sua tese prática baseou-se na obra Ele Disse que Sim do dramaturgo Bertolt Brecht e a sua tese teórica foi titulada Teatro no Oriente
Ganhou os seus dois primeiros Crystal Simorgh, um notável prémio no cinema iraniano, que se entrega anualmente no Festival de Cinema de Fayr, por Aroos-e Atash (A Noiva do Fogo), nas categorias actuação secundária e escritura de guião. O seu segundo prémio foi em 2013 por actuar em Esterdad.

## Carreira
Começou a sua carreira como estudante de teatro e realizou algumas curtas-metragens. Após actuar em Dar Kooche-haye Eshgh do director Cosroes Sinaí, teve a oportunidade de interpretar um papel em outro filme de Sinaí, Aroos-e Atash (Noiva de fogo) que lhe valeu prémios no Festival de Cinema de Fayr, no Karlovy Vary International Film Festival e no Khane-ye Cinema Award. Obteve papeis em três filmes de Sinaí, e tem trabalhado com notáveis directores iranianos como Ebrahim Hatamikia, Asghar Farhadi e Bahram Beyzayi.
Também ganhou popularidade na televisão após actuar como personagem de um fantasma chamado "Hasan Golab" numa série dirigida por Ebrahim Hatamikia.

## Filmografia

### Como actor
| Ano  | Filme                                       | Papel            | Director                   |
| ---- | ------------------------------------------- | ---------------- | -------------------------- |
| 1991 | Dar Kooche-haye Eshgh                       |                  | Khosrow Sinai              |
| 2000 | Aroos-e Atash                               | Farhan           | Khosrow Sinai              |
| 2002 | Low Heights                                 | Ghasem           | Ebrahim Hatamikia          |
| 2004 | Tab                                         |                  | Reza karimi                |
| 2004 | Be Rang-e-Arghavan                          | Behzad           | Ebrahim Hatamikia          |
| 2005 | Big Drum Under Left Foot                    | "Hafez           | Kazem Ma'soumi             |
| 2006 | Sahne-ye Jorm, Voroud Mamnou'               | Maj. Parsa       | Ebrahim Sheibani           |
| 2006 | Fireworks Wednesday                         | Morteza          | Asghar Farhadi             |
| 2008 | Haghighat-e Gomshodeh                       | Dr. Kia          | Mohammad Ahmadi            |
| 2008 | Atashkar                                    | Sohrab           | Mohsen Amiryoussefi        |
| 2008 | Hareem                                      | Maj. Mohebbi     | Reza Khatibi               |
| 2008 | Shab-e Vaghe'e                              | Daryagholi       | Shahram Asadi              |
| 2009 | Poosteh                                     | Saeed            | Mostafa Al-e Ahmad         |
| 2009 | Bidari-e Royaha                             | irmão de Ayub    | Mohammad Ali Bashe Ahangar |
| 2009 | Democracy Tou Rouze Roshan                  | Sotudeh          | Ali Atshani                |
| 2010 | Shokolat-e Dagh                             |                  | Hamed Kolahdari            |
| 2010 | Dar Entezare Mojezeh                        | Amir             | Rasul Sadr Ameli           |
| 2010 | Mohammad                                    | Abu sufyan       | Majid Majidi               |
| 2011 | Gasht-e Ershad                              | Haj Abbas        | Saeed Soheili              |
| 2012 | Zendegi-e Khosusi-e Agha va Khanom-e Mim    | Mohsen Mehrad    | Rouhollah Hejazi           |
| 2012 | Parinaaz                                    | Zakaria          | Bahram Bahramian           |
| 2012 | Esterdad                                    | Faramarz Takin   | Ali Ghaffari               |
| 2012 | The Wedlock                                 | Mansour Mahmoodi | Ruhollah Hejazi            |
| 2012 | Besharat be yek shahrvand-e Hezareye Sevvom | Detective        | Mohammad Hadi Karimi       |
| 2013 | Mordan be Vaght-e Shahrivar                 | Alireza          | Hatef Alimardani           |
| 2013 | Parvaz-e Zanburha                           |                  | Hamed Amrayi               |
| 2015 | Yasin                                       | Mahmoud          | Hamed Amrayi               |
| 2015 | Moshkel-e Giti                              | Iraj             | Bahram Kazemi              |
| 2016 | Khoob, Bad, Jelf                            | Maior Shademan   | Peiman Ghasemkhani         |
| 2016 | Gasht 2                                     | Haj Abbas        | Saeed Soheili              |
| 2017 | Bi hesab                                    | Mohsen           | Mostafa Ahmadi             |
| 2018 | Latari                                      | Morteza          | Mohammad Hossein Mahdavian |
| 2018 | Tegzas                                      | tio Hushang      | Masoud Atyabi              |
| 2018 | Ma shoma ra doost darim khanom-e Yaya       | Morteza          | Abdolreza Kahani           |
| 2018 | Symphony No. 9                              |                  | Mohammad Reza Honarmand    |

### Escritor, director e produtor
- Kooche-ye Payeez -1998 - Gerente de Produção - Dir. Cosroes Sinaí
- Aroos-e Atash - 2000 - Roteirista - Dir. Cosroes Sinaí
- Safar-e Sorkh - 2001 - Roteirista e Director

### Teatro
- 2004 - Shab-e Hezaroyekom (1001 noites) - Director Bahram Beyzayi

## Prémios
- Crystal Simorgh: Melhor actor secundário por Aroos-e Atash no 18 Festival Internacional de Cinema de Fayr
- Crystal Simorgh: Melhor guião por Aroos-e Atash no 18 Festival Internacional de Cinema de Fayr
- 35 Karlovy Vary International Film Festival - prémio ao melhor actor por Aroos-e Atash[9]
- O prémio actor iraniano do ano de revista Cinema em 2002 e 2003
- Prémio de melhor Actor por Tab Bozorg Zir-e Pay e Cap no 27º Festival de Cinema de Moscovo em 2005[10]
- Crystal Simorgh: Melhor actor secundário por Esterdad no 31º Festival Internacional de Cinema de Fayr